# 廣善寺及魁星閣
廣善寺及魁星閣位於四川省廣元市元壩區，文物遺址年代判定為清。2012年7月16日公佈為第八批四川省文物保護單位。
廣善寺（含魁星閣）位於四川省廣元市元壩區柏林溝鎮向陽村1社，廣善寺現存建築為清乾隆七年（1742）復建，主要由前殿、彌勒殿、慈祥殿、大雄寶殿、左右廂房組成，占地面積864.8m2，建築面積約為460m20寺內現存鏤空雕刻九龍碑、秦漢磚瓦、明清木刻五福臨門、乾隆碑記等遺存。魁星閣亦稱鐘古樓、財神樓，建築面積119平方。現存樓閣為清乾隆七年（1742）復修，三層木結構建築，高15公尺，設計精湛，造型別致，雄偉古樸，平面呈八角狀，八角攢尖頂，穿斗式梁架。頂樓塑奎星像，中樓為戲臺，底樓為過街通道。廣善寺（含魁心閣）歷史悠久，風格獨特，手法細膩，用材考究，具有較高的歷史、藝術和科學研究價值，對於研究該區域的建築類型、特點及人文歷史等提供了寶貴的實物材料。2001年，廣善寺（含魁呈閣）被元壩區人民政府公佈為區級文物保護單位。